# 托马·西苗诺夫
托馬·西苗諾夫（羅馬尼亞語：Toma Simionov，1955年10月30日—），羅馬尼亞男子皮划艇運動員。他曾代表羅馬尼亞參加1980年與1984年夏季奧林匹克運動會皮划艇比賽，共獲得兩枚金牌與一枚銀牌。